# Air Malta
Air Malta was de nationale luchtvaartmaatschappij van Malta. De hub was Malta International Airport in het district Luqa. Air Malta voerde, voordat de diensten gestaakt werden, passagiersvluchten uit op 18 bestemmingen in Europa. De maatschappij had de IATA-code KM en ICAO-code AMC, de roepletters waren AIR MALTA.
Air Malta stopte de vluchtuitvoering op 30 maart 2024 en werd de volgende dag vervangen door KM Malta Airlines. Deze nam tevens de IATA-code KM over waar ook de naam op gebaseerd is.

## Geschiedenis

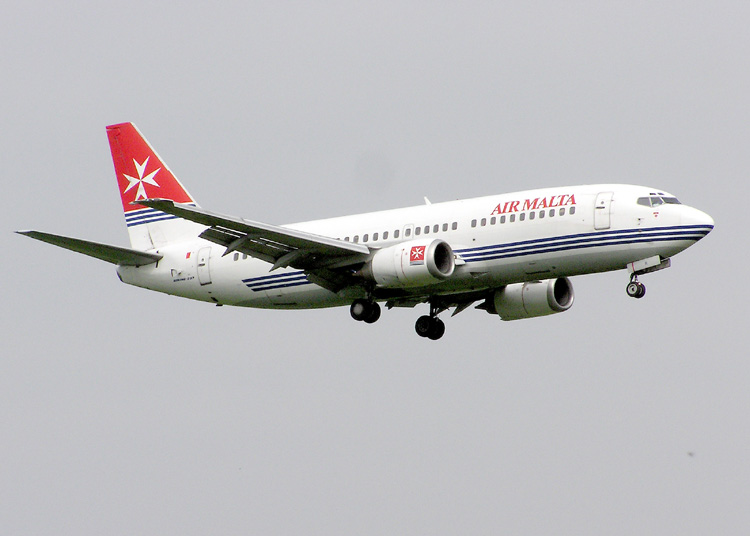
Een Boeing 737-300 van Air Malta

### Beginjaren
Air Malta werd op 21 maart 1973 opgericht. Op 1 september 1974 werd de eerste vlucht naar Londen uitgevoerd met een Boeing 720B die van PIA was geleased. Acht jaar later, in 1982, plaatste Air Malta een order voor drie Boeing 737-200’s. In maart 1983 werd het eerste vliegtuig afgeleverd en kon de maatschappij beginnen met het uitvoeren van kortere vluchten. In 1988 werd de vloot Boeing 737-200’s uitgebreid met nog eens twee vliegtuigen van dit type. Een jaar later werden de Boeing 720’s uit de vloot gehaald en in 1989 kwam de eerste Airbus A320 in de vloot. In oktober 2003 werden de laatste B737-200's uit de vloot gehaald. In maart 2008 heeft de laatste Boeing de vloot verlaten.

### Ontwikkelingen 21e eeuw
Tussen 2002 en 2007 besloot Air Malta de vloot volledig te vernieuwen met toestellen van Airbus, de bestelling werd op 22 maart 2007 afgerond met de levering van de laatste Airbus A320. Tussen 2009 en 2014 leasde Air Malta nog meermaals Airbus A320’s van Sky Airline. In december 2015 nam Etihad Airways een aandeel in Air Malta. In 2018 ontving de maatschappij de eerste Airbus A320neo met de toepasselijke registratie 9H-NEO. De maatschappij draaide toen al 17 jaar verlies, maar in maart 2019 maakte de maatschappij bekend dat het een winst van 1,2 miljoen euro had gemaakt.

Logo gebruikt tot 2012

#### Rebranding
In 2012 kreeg Air Malta een rebranding en werd een nieuw kleurenschema geïntroduceerd. Er werden enkele aanpassingen gedaan aan de naam en ook het logo werd aangepast.

### Opheffing
Air Malta maakte lang verlies. Op 18 april 2023 maakte de maatschappij bekend dat de Europese Commissie weigerde toestemming te geven om de Maltese overheid staatssteun te geven van 290 miljoen euro. Daarom werd besloten de maatschappij te vervangen door een nieuwe nationale luchtvaartmaatschappij. Op 2 oktober van datzelfde jaar werd bekend dat de maatschappij zou worden vervangen door KM Malta Airlines op 31 maart 2024. Op 30 maart 2024 stopte Air Malta met een laatste vlucht naar London Heathrow Airport net als de eerste vlucht 50 jaar eerder.

## Vloot

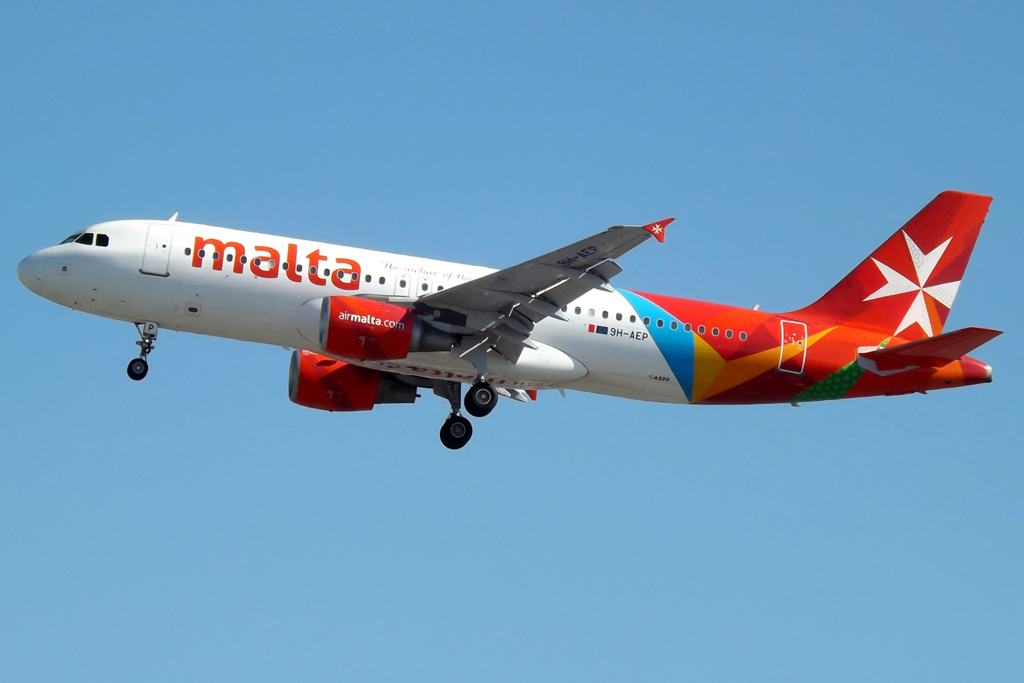
Laatste Airbus A320-200 van Air Malta

### Laatste vloot
De vloot van Air Malta is volledig overgenomen door KM Malta Airlines en bestond bij de opheffing in maart 2024 uit de volgende toestellen:
| Type            | Aantal | Passagiers | Passagiers | Passagiers | Opmerkingen |
| Type            | Aantal | BC         | EC         | Totaal     | Opmerkingen |
| --------------- | ------ | ---------- | ---------- | ---------- | ----------- |
| Airbus A320-200 | 1      | 12         | 150        | 162        | 9H-AEP      |
| Airbus A320neo  | 6      | 12         | 162        | 174        |             |
| Totaal          | 7      |            |            |            |             |

### Voormalige vloot
De vloot van Air Malta bestond eerder uit:
| Type                       | Totaal | Geïntroduceerd | Uitgefaseerd | Opmerkingen                      |
| -------------------------- | ------ | -------------- | ------------ | -------------------------------- |
| Airbus A310-300            | 2      | 1994           | 1996         | Geleased van Lufthansa en Sabena |
| Airbus A319-100            | 7      | 2001           | 2019         | [ 19 ]                           |
| AVRO RJ-70                 | 4      | 1994           | 1998         | [ 20 ]                           |
| BAC One-Eleven 500         | 1      | 1975           | 1975         | Geleased van British Caledonian  |
| Boeing 720B                | 7      | 1978           | 1989         | [ 21 ]                           |
| Boeing 727-200             | 2      | ?              | ?            | [ 22 ] [ 23 ]                    |
| Boeing 737-200             | 9      | 1980           | 2004         | [ 24 ]                           |
| Boeing 737-300             | 12     | 1993           | 2008         | [ 25 ]                           |
| Boeing 737-400             | 4      | 1998           | 2000         | [ 26 ]                           |
| Boeing 737-500             | 1      | 2001           | 2001         | Geleased van Maersk Air          |
| Boeing 737-700             | 2      | 2000           | 2000         | Geleased van Maersk Air          |
| British Aerospace 146-200  | 1      | 1993           | 1993         | Geleased van British Aerospace   |
| British Aerospace ATP      | 1      | 1992           | 1993         | Geleased van SATA Air Açores     |
| Convair 880                | 1      | 1977           | 1979         | [ 27 ]                           |
| McDonnell Douglas DC-9-32  | 1      | 1979           | 1980         | Geleased van Austrian Airlines   |
| McDonnell Douglas MD-90-30 | 1      | 2008           | 2008         | Geleased van Hello               |

## Bestemmingen
De bestemmingen van Air Malta zijn overgenomen door KM Malta Airlines en bestonden bij de opheffing in maart 2024 uit de volgende bestemmingen:
| Land                | Stad       | Luchthaven                              | Opmerkingen |
| ------------------- | ---------- | --------------------------------------- | ----------- |
| België              | Brussel    | Brussels Airport                        |             |
| Duitsland           | Berlijn    | Flughafen Berlin Brandenburg            |             |
| Duitsland           | Düsseldorf | Flughafen Düsseldorf                    |             |
| Duitsland           | München    | Flughafen München Franz Josef Strauß    |             |
| Frankrijk           | Lyon       | Aéroport de Lyon-Saint-Exupéry          |             |
| Frankrijk           | Parijs     | Aéroport de Paris-Charles de Gaulle     |             |
| Frankrijk           | Parijs     | Aéroport de Paris-Orly                  |             |
| Italië              | Catania    | Aeroporto di Catania-Fontanarossa       |             |
| Italië              | Milaan     | Internationale luchthaven Milaan Linate |             |
| Italië              | Rome       | Aeroporto di Roma Fiumicino             |             |
| Malta               | Luqa       | Malta International Airport             | hub         |
| Nederland           | Amsterdam  | Luchthaven Schiphol                     |             |
| Oostenrijk          | Wenen      | Flughafen Wien-Schwechat                |             |
| Spanje              | Madrid     | Aeropuerto Adolfo Suárez Madrid-Barajas |             |
| Tsjechië            | Praag      | Luchthaven van Praag                    |             |
| Verenigd Koninkrijk | Londen     | London Gatwick Airport                  |             |
| Verenigd Koninkrijk | Londen     | London Heathrow Airport                 |             |
| Zwitserland         | Zürich     | Flughafen Zürich                        |             |

### Codeshare agreements
Air Malta had codeshare agreements met de volgende maatschappijen:
| airBaltic         | Etihad Airways   |
| Air France        | ITA Airways      |
| Air Serbia        | KLM              |
| Austrian Airlines | Lufthansa        |
| Brussels Airlines | Qatar Airways    |
| Czech Airlines    | SWISS            |
| Emirates          | Turkish Airlines |

## Incidenten en ongevallen
Sinds de oprichting in 1973 heeft Air Malta nog nooit een dodelijk ongeval gehad.
- Op 31 oktober 1981 gingen er twee bommen af vlak nadat een Boeing 737-200 in Caïro was geland. Terroristen hadden drie bommen in het vliegtuig meegesmokkeld om deze bij de terminal te laten exploderen. Vier mensen raakten gewond.[29]
- Op 21 december 1988 werd er een getimed explosief ingecheckt op een vlucht van Luqa naar Frankfurt. Deze bom werd later op Pan Am vlucht 103 geladen en ging af boven Schotland. Hierbij kwamen 270 mensen om het leven en werd later de Lockerbie-aanslag genoemd.[30][31]
- Op 9 juni 1997 raakte Air Malta vlucht 830 betrokken bij een vliegtuigkaping. De Boeing 737-200 werd gekaapt door twee Turken op een vlucht van Luqa naar Istanbul. De kapers eisten de vrijlating van Mehmet Ali Ağca. De kaping stopte in Keulen en niemand werd slachtoffer.[32][33]